# 박승호 (배우)
박승호(1967 ~ )는 대한민국의 배우이다.

## 학력
- 홍익대학교 역사교육학과

## 출연작

### 드라마
- 1998년 KBS1 대하드라마 《용의 눈물》... 강현 역
- 2000년 KBS1 대하드라마 《태조 왕건》... 신훤 역
- 2001년 KBS2 수목 특별기획 드라마 《명성황후》... 박은식 역
- 2002년 SBS 대하드라마 《야인시대》... 하야시의 비서 미우라 역
- 2004년 SBS 월화드라마 《장길산》... 억만 역
- 2006년 SBS 대하사극 《연개소문》... 연태조,연개소문의 집사 최무 역
- 2007년 MBC 월화 특별기획 드라마 《히트》... 성용준 역
- 2011년 KBS1 대하드라마 《광개토태왕》... 도광 역
- 2011년 JTBC 특별기획 드라마 《인수대비》... 임사홍 역

### 영화
- 1988년 《칠수와 만수》
- 1994년 《태권 파이터》... 경호팀 사원 1 역
- 1995년 《애마부인 11》
- 1997년 《테러리스트 2》... 부하들 역
- 1997년 《표류일기》
- 1999년 《인정사정 볼 것 없다》... 이 형사 역
- 2002년 《싸울아비》
- 2002년 《4발가락》... 도대채 역
- 2003년 《나비》... 보좌관 역
- 2005년 《형사 Duelist》... 박 대감 역